# Giovanni Boffa
Giovanni Aquilino Boffa (Agno, 7 maggio 1922 – Agno, 12 settembre 2002) è stato un poeta e insegnante svizzero-italiano.

## Biografia
Ha ottenuto la Maturità al Liceo di Lugano, ha poi compiuto studî di lettere nelle Università di Ginevra e di Firenze, dove si è laureato.
Membro di varie accademie, è stato insignito di varie onorificenze.
Nel 1955, assieme al prevosto don Alfredo Maggetti, fu fondatore del Museo Plebano di Agno.

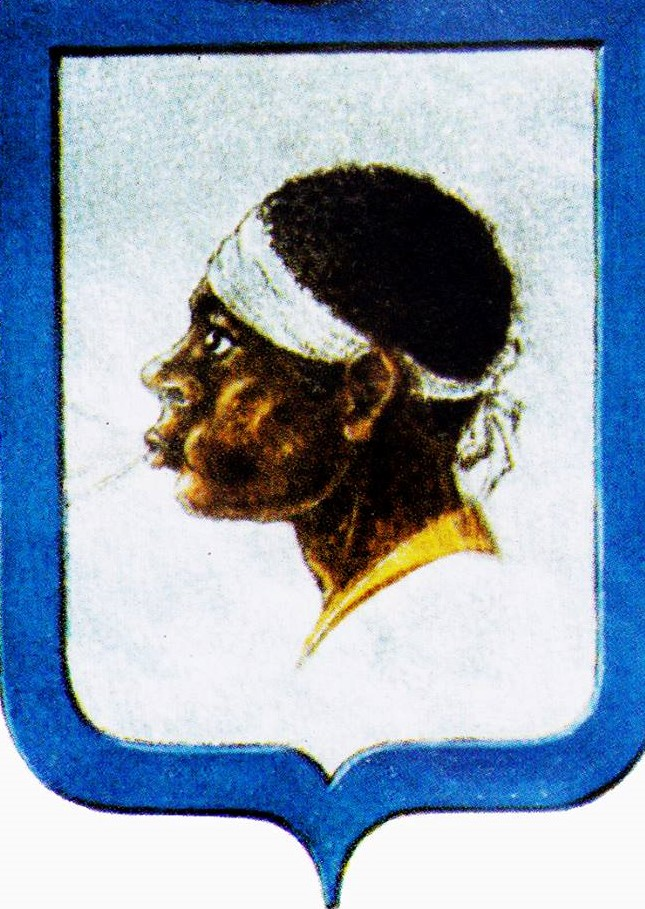
Stemma concesso a Giovanni Boffa con il titolo di nobile da Umberto II di Savoia nel 1981, tratto dall'Annuario della Nobiltà italiana, XXXIII edizione (2015-2020)

Il 30 giugno 1981 ottenne la concessione del titolo di Nobile  e di uno stemma da Umberto II di Savoia.
Blasonatura: d'argento alla bordura d'azzurro, alla testa di un moro soffiante (È un'arma parlante: Boffa in dialetto lombardo vuol dire "soffia"), attorcigliata del campo e con il collo vestito d'oro.

## Opere

### Poesia
- Notturna, Firenze, Le Monnier, 1947.
- Mosaico disperso, Firenze, Le Monnier, 1951.
- Vigilia, Firenze, Libreria Editrice Fiorentina, 1956.
- Pastelli fiorentini, Lugano, Ed. Cenobio, 1958.
- Paesaggi, Lugano, Ed. Cenobio, 1965.
- Sabbia del tempo, Firenze, Libreria Editrice Fiorentina, 1969.
- Poesie di Giovanni Boffa, Arti grafiche "La Malcantonese", 1970.
- Al cielo del tuo sguardo, Firenze, Nuovedizioni Enrico Vallecchi, 1980.
- Poesie, CompanyED, 1985.
- Breve raccolta di poesie, Almanacco malcantonese e Valle del Vedeggio, 1997.

### Teatro
- Piccolo rospo, Lugano, Ed. Cenobio, 1958.
- Il vestito di legno, Lugano, Ed. Cenobio, 1958.
- Signor Giacomo, Lugano, Ed. Cenobio, 1966.

### Storia
- Ecclesia collegiata amniensis (La Collegiata di Agno), trad. di Jan Lubomirski, Agno, 1981.
- La commenda gerosolimitana di Contone nel Canton Ticino, 1988.